# SMS Frauenlob (1902)
Корабль его величества «Фрауенлоб» — восьмой корабль из десяти малых крейсеров типа «Газелле» построенных для имперского германского флота. В 1901 году он был заложен на АГ Везер в Бремене, спущен на воду в марте 1902 года, вошла в состав Гохзеефлотте (Флота открытого моря) в феврале 1903 года. Был вооружён главной батареей из десяти 105 мм орудий и двумя 45-м торпедными трубами. Мог развивать скорость в 21,5 узлов (39,8 км/ч).
«Фрауенлоб» провёл всю свою службу в составе разведывательных сил Гохзеефлотте (Флота открытого моря). Участвовал битве в Гельголандской бухте в августе 1914 года, где ему удалось нанести тяжёлые повреждения британскому лёгкому крейсеру «Аретьюзе», и в Ютландском сражении 31 мая 1916 года. В хаотическом ночном бою британский лёгкий крейсер «Саутгемптон» добил торпедой «Фрауенлоб», после чего крейсер перевернулся и затонул вместе с большей частью экипажа. Корпус корабля был обнаружен только в 2000 году, и всё ещё находится в хорошем состоянии, погружённый вертикально в дно океана.

## Описание
«Фрауенлоб» была заложена по контракту «G», корпус был заложен на верфи АГ Везер в Бремене в 1901 года. Спущена на воду 22 марта 1902 года, после чего начались работы по достройке корабля. 17 февраля 1903 года вошла в состав Гохзеефлотте (Флота открытого моря). Получила название в честь шхуны «Фрауенлоб», спущенной на воду в 1853, частично построена на пожертвования женщин из немецких земель. Название переводится на русский язык как «Похвала богоматери». Была 105 м длиной, 12,4 м шириной, имела осадку в 4,99 м, водоизмещение в 3.158 т при полной боевой загрузке. Двигательная установка состояла из двух трёхцилиндровых машин производства АГ Везер, предназначенных для развития мощности в 8 тыс. лошадиных сил (6.000 кВт), корабль развивал скорость в 21,5 узлов (39,8 км/ч). Пар для машины образовывался в десяти угольных водотрубных котлах военно-морского типа. Крейсер мог нести 700 тонн угля, что обеспечивало дальность плавания в 4.400 морских миль (8.100 км) на скорости в 12 узлов (22 км/ч). Экипаж крейсера состоял из 14 офицеров и 256 матросов.
Вооружение крейсера составляли десять 105 мм скорострельных орудий системы SK L/40 на одиночных опорах. Два орудия были размещены рядом на носу, шесть вдоль бортов по три на каждом борту и два бок о бок на корме. Общий боезапас оставлял 1500 снарядов, по 150 выстрелов на орудие. Орудия имели дальность 12 200 м. Также корабль вооружён двумя 450 мм бортовыми подводными торпедными аппаратами с пятью торпедами. Корабль был защищён бронированной палубой толщиной от 20 до 25 мм. Толщина стен рубки составляла 80 мм, орудия были защищены тонкими щитами 50 мм толщины.

## Служба
После вхождения в состав флота «Фрауэнлоб» был приписан к разведывательным силам флота. В 1905 года был приписан к дивизии крейсеров, вместе с однотипным кораблём «Аркона» и крейсерами «Гамбург» и «Фридрих-Карл».
2 августа 1914 года «Фрауэнлоб» после начала Первой мировой войныснова вошёл в состав флота . 28 августа 1914 года «Фрауэнлоб» получила боевое крещение в сражении в Гельголандском заливе. Британская Харвичская эскадра, состоящая из двух лёгких крейсеров и 33 миноносцев под командованием Реджинальда Тиритта, атаковала германский загрядотряд в Гельголандской бухте. «Фрауэнлоб» находился к юго-западу от острова Гельголанд, поддерживая заградительную линию. В 09.00 «Фрауэнлоб» и лёгкий крейсер «Штеттин» были отправлены на помощь попавшим в беду германским патрулям.
Вскоре после этого «Фрауэнлоб» встретил британский крейсер «Аретьюза» и в 09.09 открыла огонь. Германским комендорам удалось быстро пристреляться к британскому кораблю, который получил 25-35 попаданий, что причинило ему серьёзный ущерб. Один из снарядов вызвал детонацию заряда кордита, на «Аретьюзе» вспыхнул пожар. Машинное отделение корабля было затоплено, скорость упала до 10 узлов (19 км/ч). Крейсер повернул направо, пытаясь спастись бегством, однако «Фрауэнлоб» не отставал, пока серьёзно повреждённый британский крейсер не скрылся в тумане. Германский крейсер получил десять попаданий, не нанёсших ему серьёзного ущерба, пять человек из экипажа были убиты и тридцать два ранены. По завершении боя «Фрауэнлоб» взял на буксир серьёзно повреждённый минный заградитель Т33 и отвел его в Гельголанд, а затем пошёл в Вильгельмсхафен.
В ходе Ютландской битвы 31 мая — 1 июня 1916 года «Фрауэнлоб» находилась в составе 4-й разведгруппы под командованием коммодора Людвига фон Ройтера, получившего приказ прикрывать Гохзеефлотте. Крейсер не принимал участия в начальной фазе битвы, пока вечером 31 мая в 9.15 4-я разведгруппа не повстречала 3-ю эскадру лёгких крейсеров и тотчас вступила с ней в бой, но ввиду плохой видимости продолжительную стрельбу вели только «Штеттин» и «Мюнхен», не добившись при этом никакого эффекта.
Затем в ходе хаотичной ночной схватки линейные крейсера «Зейдлиц» и «Мольтке» прошли слишком близко перед фронтом «Штеттина», вынудив всю боевую группу поломать линию, что неожиданно вовлекло их в бой с британской 2-й эскадрой лёгких крейсеров. Произошла ожесточённая перестрелка на расстоянии всего 730 м. «Фрауэнлоб», как и оставшаяся часть 4-й разведгруппы, открыла огонь по лёгким крейсерам «Саутгемптон» и «Дублин». В ответ «Саутгемптон» выпустил торпеду, которая в 22.35 поразила «Фрауэнлоб», выведя из строя его энергетическую установку и вызвав серьёзное затопление. Британские 150-мм снаряды пробили палубу, германский крейсер быстро перевернулся и затонул, унеся с собой на дно 12 офицеров и 308 матросов. Только девятерым членам экипажа посчастливилось выжить.
В 2000 датские аквалангисты обнаружили корпус «Фрауэнлоба». Британский подводный археолог Иннес Маккартни осмотрел крейсер и подтвердил, что корпус погрузился вертикально в дно и по большей части не тронут. Вокруг крейсера разбросаны скелеты членов экипажа. В 2001 команда Маккартни подняла судовой колокол, что помогло окончательно идентифицировать корабль. Они подарили колокол Военно-морскому мемориалу в Лабё близ Киля. В настоящее время колокол находится там на обозрении
.